# Leucon fulvus
Leucon fulvus är en kräftdjursart som beskrevs av Sars 1865. Leucon fulvus ingår i släktet Leucon och familjen Leuconidae. Inga underarter finns listade i Catalogue of Life.

## Bildgalleri

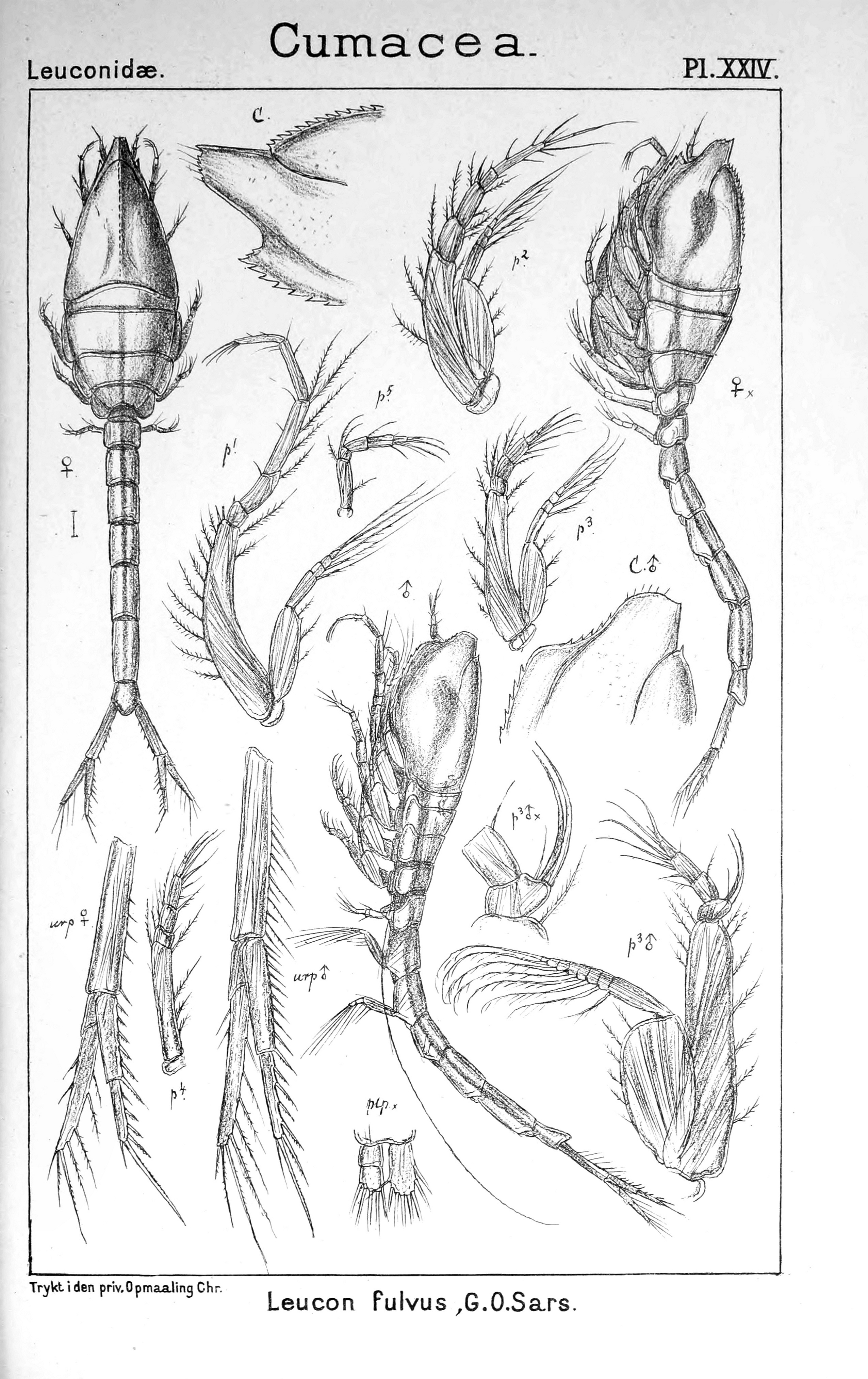